# ラン科
ラン科（ランか、蘭科、Orchidaceae）は、単子葉植物の科のひとつで、その多くが美しく、独特の形の花を咲かせる。世界に700属以上15000種、日本に75属230種がある。鑑賞価値の高いものが多く、昔から栽培や品種改良が進められている。他方、採取のために絶滅に瀕している種も少なくない。ラン科の種はラン（蘭）と総称される。

## 概要
ラン科は単子葉植物の中で最も種の数が多く、種はなお分化を続けているため「種の爆発の時」といわれている（なお双子葉植物で最も種が多いのはキク科である）。ランは樹木の樹皮や岩の上などに根を張り着生している着生種と、林の中や草原などの地面に生育する地生種に分けられる。
ランは分化を続けており、その分布は植生の限界にまで広がり地生ランは世界のほぼ全域にみられるが、着生ランの分布域は赤道を中心に南緯と北緯それぞれ30～40度が限界になっている。
ラン科の多様性は群を抜いており、生活域や分布の広さから、環境に適応して形態が多種多様に変化し、花形や茎、根の形状などに大きな差異がある。野生ランは自生地域により、亜高山～高山種、平野部～山地種、亜熱帯地域種の三種に分けられる。また野生ランは日照条件により、陰地性、半陰地性、陽地性の三種に分けられる。種子は微細で胚乳がなく、発芽生長に共生菌を必要とする。多くは虫媒花であり花粉を虫に運んでもらうために花の色や形も様々である。また、中には進化の過程で、光合成をやめて葉が退化し（葉緑素を失い）、かわりに地中の菌類に寄生し養分を吸収して生活する菌従属栄養植物（腐生ラン）となったグループもある。高山性のランや腐生ランなど栽培が著しく困難または不可能な一部の種類を除き、ほぼ専門的な栽培増殖が行われている。一方でそのための採集圧から絶滅の危機が問題になっているものも多い。

## 名称
ランは英語で「Orchid（オーキッド）」といい、ギリシア語で睾丸を意味する「オルキス」(ορχις, orchis) が語源であるが、これはランの塊茎（バルブ）が睾丸に似ていることに由来する。
漢字の「蘭」は、本来はランではなくフジバカマを指す字だった。またアララギ（イチイ）を指す場合もあった。

## 特徴と形態

### 主な特徴
ラン科には以下のような特徴がある。
1. 雄蕊（ゆうずい、おしべ）と雌蕊（しずい、めしべ）が融合した構造でずい柱を形成している[12]。
2. 花被は、基本的に、三枚の萼片（がくへん、セパル）、二枚の側花弁（ペタル）、一枚の唇弁（しんべん、リップ）からなる[2][12]。
3. 種子には胚乳がなく、数十個の細胞からなる未分化の胚と薄い種皮からなる[12]。
4. 花粉塊や根被（べラーメン層）が存在する[12]。

### 株の形態
単茎性のランと複茎性のランに分けられる。
- 単茎性 - コチョウラン（ファレノプシス）のように茎が一本で、茎の先端に新葉を付けながら成長する[7]。
- 複茎性 - カトレアやシンビジウムのように毎年親株の根元に新芽（シュート）が出て成長する[13][7]。

### 花
ラン科の植物のほとんどが花梗（花柄）がなく、花茎の先端に子房を出してその上に花弁を付ける。また、蕾は本来あるべき向きとは上下逆さまに付き、開花時に180度回転して正面を向くように咲く。
萼片（がくへん、セパル）は蕾のときに最も外側にある三枚で、上部のものを上萼片（背萼片、ドーサルセパル）、左右のものを側萼片（ローアーセパル）という。アツモリソウ属では側萼片が癒着しており萼片が計二枚に見える。
側花弁（セパル）はずい柱の上部に位置する二枚である。萼片に似るものが多いが、サギソウのように唇弁に似るものもある。
唇弁（しんべん、リップ）は舌（ぜつ）ともいい、花の正面に位置しており、各属各種で独特の形状をしておりラン科植物の特徴になっている。
先述のようにラン科の植物の特徴として、雄蕊（ゆうずい、おしべ）と雌蕊（しずい、めしべ）が合着して一本のずい柱を形成している。二本のものにはたとえばヤクシマラン属とアツモリソウ属があり、それぞれヤクシマラン亜科とアツモリソウ亜科を代表する。
ヤクシマラン亜科のものは雄しべが比較的はっきり区別できて、花型も放射相称に近いなど普通の花に近く、原始的なものと考えられる。
アツモリソウ亜科のものではずい柱は平らで先端下面に柱頭が、それより根元側左右に雄しべの葯がある。
それ以外のラン科ではずい柱先端に雄しべの葯があり、その下面に柱頭がある。

### 葉
ラン科の植物の葉には、シュンランなどの常緑性種、サイハイランやホテイランなどの落葉性種、クモランや腐生ラン（ムヨウラン、ツチアケビ、オニノヤガラなど）の無葉性種がある。

### 茎
フウランやムカデランのように茎が明瞭な種から、クモランのように茎が退化してしまっている種まである。
多くは養分や水分を蓄えるために肥厚した偽鱗茎（偽球、バルブ）をもつ。もっとも新しいものをリードバルブ、それ以外をバックバルブという。

### 根
ラン科の植物の根は特徴的で、太く基部から先端までほぼ一定で、本数が少なく、ごく一部の種を除いて根は枝分かれしない。
根の細胞には菌類が共生して菌根を形成しており、ラン科独特の構造からラン菌根と呼ばれる。なお、かつては一部の植物のみが菌根を作るとされてきたが、現在では陸上植物のほとんどが菌類と共生していることが知られる。ただし、そのほとんどがグロムス類であるのに対して、ラン科のものは担子菌類と共生している点が独特である。

### 種子
ラン科植物の種子は、その内部に未分化な細胞塊があるだけで子葉を退化させている。例外的に子葉を持つものとしてシラン属、プレティア属、ナリヤラン属、ソブラリア属などが知られている。これらの属は、外形的にササやヨシに似た姿で、多くが日当たりのよい場所の地面に生える点でも共通しており、これはラン科の起源を考える上で興味深い点との指摘がある。

## 利用

### 栽培と品種改良
欧米では18世紀以降、熱帯性のランが多数持ち込まれ、鑑賞用として栽培されてきた。着生種はヘゴ板（木生シダ類の幹を切り出したもの）やミズゴケ類を使うなどの工夫がされた。さらに、より美しいものを求めて交配が行われた。ラン科では種間だけでなく属間でも雑種ができる例があり、多くの交配種が作られた。日本ではそれらを“洋ラン”と呼んでいる。現在では、それらは東南アジアなどでも栽培され、重要な産業となっている。これらは、栽培目的の他に、切り花としても売買される。
また、中国や日本では、古くから何種かのランを珍重する伝統があり、それらは“東洋ラン”と呼ばれる。東洋ランの世界では、交配はほとんど行われず、栽培中に出現する、あるいは野外で発見される個体変異の中から特殊なものを選び出して命名し栽培することを基本にしていた。近年では東洋ランも交配育種の対象となっているが、野生採集個体を珍重する傾向が強く残っている。そのため人工交配個体や種間交雑種が「天然採取」として販売される事例がしばしばあり、時には第三者がそれに気づかぬまま増殖転売してしまうなどして品種混乱の原因となっている。
また、戦後には山野草の栽培がブームになり、野生ランもその対象になった。しかし、そのために野生ランの乱獲が進み、絶滅に瀕することになった種が多数ある。他方、洋ランの世界では現有品種の供給は十分に行われている。しかしながら、新たな品種を求める動きや野生のものを珍重する動きなどがあり、ラン科植物の乱獲は世界的に問題となっている。現在では野生ランの国際間移動は「絶滅のおそれのある野生動植物の種の国際取引に関する条約」（略称CITES、通称ワシントン条約）で規制されている。熱帯雨林の開発の進行で生息環境を失って絶滅したものも少なくないと思われる。

### その他
バニラは香料の材料として栽培されている。他に、薬草として使われる例もある。

## 分類

### ラン科

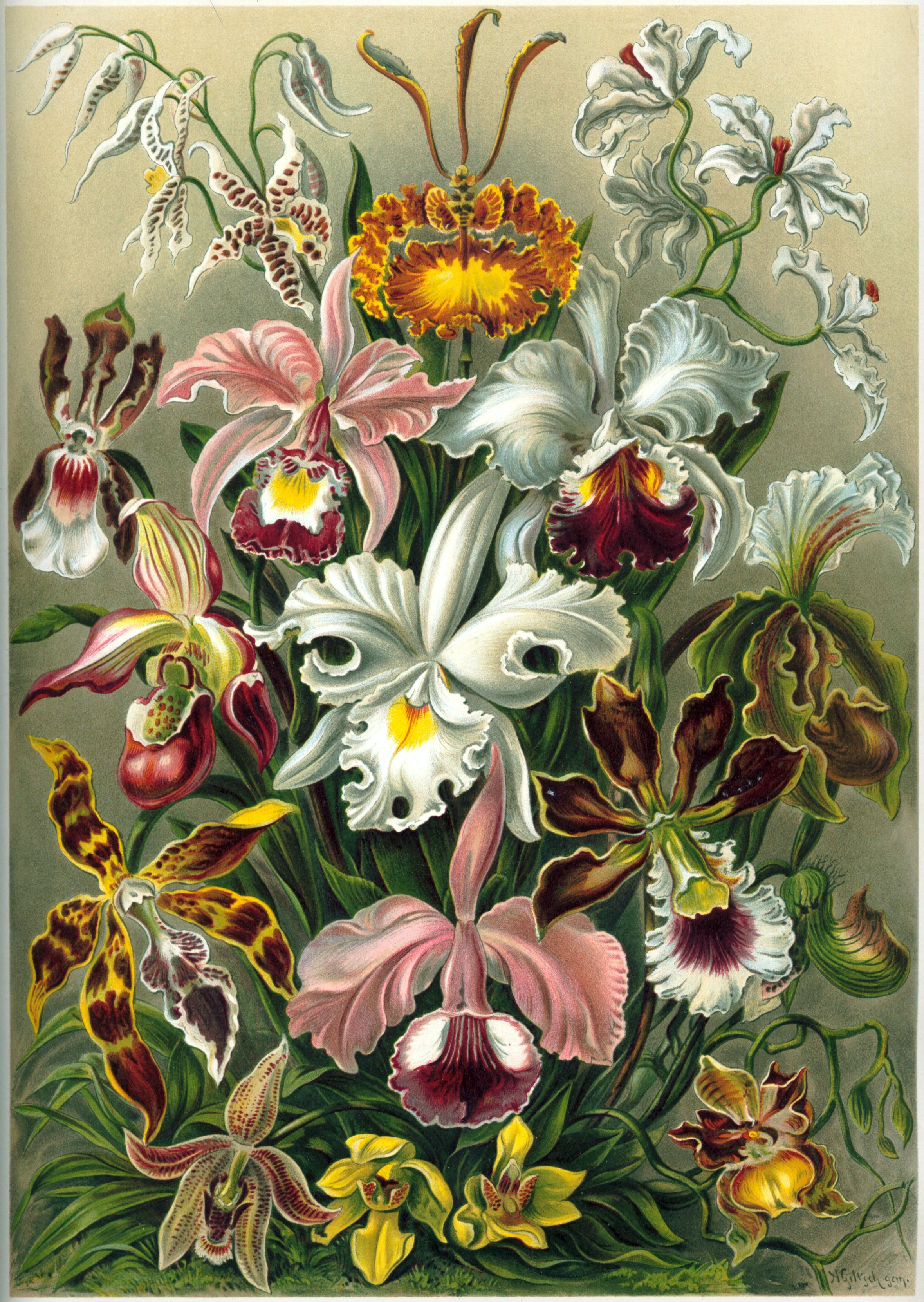
様々なランの花
（エルンスト・ヘッケルによる）

以下は、Robert Louis Dresslerによる1993年の分類である。古くはヤクシマラン亜科をヤクシマラン科とすることもあった。詳細はラン科の属一覧を参照されたい。
- ラン科 Orchidaceae
  - ヤクシマラン亜科 Apostasioideae
  - バニラ亜科 Vanilloideae
    - トキソウ連 Pogonieae
      - トキソウ属 Pogonia

    - バニラ連 Vanilleae
      - バニラ属 Vanilla

  - アツモリソウ亜科 Cypripedioideae
    - アツモリソウ属 Cypripedium
    - パフィオペディルム属 Paphiopedilum

  - ネジバナ亜科 Spiranthoideae
    - トロピディア連 Tropidieae
    - クラニチス連 Cranichideae
      - Goodyerinae
        - シュスラン属 Goodyera

  - チドリソウ亜科 Orchidoideae
    - ネオッティ連 Neottieae
    - ディウリス連 Diurideae
    - オルキス連 Orchideae
      - Orchidinae
        - オルキス属 Orchis：オルキス・イタリカ
        - オフリス属 Ophrys
        - テガタチドリ属 Gymnadenia

    - ディサ連 Diseae

  - セッコク亜科 Epidendroideae
    - Collabieae
      - エビネ属 Calanthe

    - エピデンドラム連 Epidendreae
      - Laeliinae
        - エピデンドルム属 Epidendrum
        - カトレヤ属 Cattleya

      - Pleurothallidinae
        - マスデバリア属 Masdevallia

    - カリプソ連 Calypsoeae
      - コイチヨウラン属 Ephippanthus
      - コケイラン属 Oreorchis
      - ショウキラン属 Yoania

    - デンドロビウム連 Dendrobieae
      - Dendrobiinae
        - Acrochaene
        - Bulbophyllum バルボフィラム属（マメヅタラン属）
        - Chaseella
        - Dendrobium セッコク属(デンドロビウム)
        - Drymoda
        - Genyorchis
        - Monomeria
        - Pedilochilus
        - Sunipia
        - Trias

    - マラキス連 Malaxideae
    - ポドチラス連 Podochileae
      - Eriinae
        - Ascidieria
        - Ceratostylis
        - Cryptochilus
        - Epiblastus
        - Eria オサラン属
        - Mediocalcar
        - Porpax
        - Pseuderia
        - Sarcostoma
        - Stolzia
        - Trichotosia

      - Thelasiinae
        - Octarrhena
        - Phreatia
        - Ridleyella
        - Thelasis

    - アレサス連 Arethuseae
      - Coelogyninae
        - シラン属 Bletilla

    - セロジネ連 Coelogyneae
      - Coelogyninae
        - セロジネ属 Coelogyne
        - デンドロキラム属 Dendrochilum

    - ガストロディア連 Gastrodieae
      - Gastrodiinae
        - オニノヤガラ属 Gastrodia

    - クリプタレナ連 Cryptarrheneae

  - バンダ亜科 Vandoideae
    - バンダ連 Vandeae
      - Aeridinae
        - コチョウラン属 Phalaenopsis
        - ヒスイラン属 Vanda

      - Angraecinae
        - アングレカム属 Angraecum

    - ポリスタキヤ連 Polystachyeae
    - シンビジウム連 Cymbidieae
      - Cymbidiinae
        - シュンラン属 Cymbidium

      - Oncidiinae
        - ブラッシア属 Brassia
        - ミルトニア属 Miltonia
        - ゴメザ属 Gomesa
        - オンシジューム属 Oncidium
        - オドントグロッサム属 Odontoglossum
        - サイコプシス属 Psychopsis
        - トルムニア属 Tolumnia
        - トリコセントラム属 Trichocentrum

      - Catasetinae
        - カタセタム属 Catasetum

      - Eulophiinae
        - ユーロフィア属 Eulophia

    - マキシラリア連 Maxillarieae
      - Maxillariinae
        - マキシラリア属 Maxillaria
        - リカステ属 Lycaste

      - Zygopetilinae
        - ジゴペタルム属 Zygopetalum

### 日本産の主な属
- ヤクシマラン亜科 Apostasioideae
  - ヤクシマラン属 Apostasia ：ヤクシマラン
- アツモリソウ亜科 Cypripedioideae
  - アツモリソウ属 Cypripedium ：アツモリソウ・クマガイソウ・レブンアツモリソウ・コアツモリソウ・ホテイアツモリソウ・キバナノアツモリソウ
- その他
  - エンレイショウキラン属 Acanthophippium ：エンレイショウキラン・タイワンショウキラン
  - ヒナラン属 Amitostigma ：ヒナラン・イワチドリ・コアニチドリ・オキナワチドリ
  - ミスズラン属 Androcorys ：ミスズラン
  - キバナシュスラン属 Anoectochilus ：キバナシュスラン
  - タネガシマムヨウラン属 Aphyllorchis ：タネガシマムヨウラン
  - ナリヤラン属 Arundina ：ナリヤラン
  - シラン属 Bletilla ：シラン
  - マメヅタラン属 Bulbophyllum ：マメヅタラン・ムギラン・ミヤマムギラン・シコウラン・オガサワラシコウラン・クスクスラン
  - エビネ属 Calanthe ：エビネ・キエビネ・キリシマエビネ・アマミエビネ・サルメンエビネ・キンセイラン・キソエビネ・タガネラン・ナツエビネ・トクサラン・スズフリエビネ・ツルラン・オナガエビネ・ヒロハノカラン
  - ホテイラン属 Calypso ：ホテイラン・ヒメホテイラン
  - キンラン属 Cephalanthera ：キンラン・ギンラン・ササバギンラン・クゲヌマラン・ユウシュンラン
  - カイロラン属 Cheirostylis ：タネガシマカイロラン
  - バイケイラン属 Corymborkis ：バイケイラン
  - サイハイラン属 Cremaster ：サイハイラン
  - シュンラン属 Cymbidium ：シュンラン・カンラン・ナギラン・アキザキナギラン・オオナギラン・マヤラン・キンリョウヘン・ヘツカラン・ホウサイラン・シンビジウム
  - ハクサンチドリ属 Dactylorhiza ：ハクサンチドリ・アオチドリ
  - イチヨウラン属 Dactylostalix ：イチヨウラン
  - セッコク属 Dendrobium ：セッコク・キバナノセッコク・オキナワセッコク・キバナノセッコク・デンドロビウム
  - ヒメヤツシロラン属 Didymoplexis ：ヒメヤツシロラン・コカゲラン
  - ジョロウラン属 Disperis ：ジョウロウラン
  - サワラン属 Eleorchis ：サワラン
  - コイチヨウラン属 Ephippanthus ：コイチヨウラン
  - カキラン属 Epipactis ：カキラン・エゾスズラン
  - トラキチラン属 Epipogium ：トラキチラン・アオキラン・タシロラン
  - オサラン属 Eria ：オサラン・リュウキュウセッコク
  - イモネヤガラ属 Eulophia ：イモネヤガラ・エダウチヤガラ・タカサゴヤガラ
  - ツチアケビ属 Galeola ：ツチアケビ
  - カモメラン属 Galearis ：カモメラン・オノエラン
  - オニノヤガラ属 Gastrodia ：オニノヤガラ・ハルザキヤツシロラン・ヤンバルヤツシロ・クロヤツシロラン・ナンゴクヤツシロラン
  - メオトラン属 Geodorum ：トサカメオトラン
  - シュスラン属 Goodyera ：シュスラン・ベニシュスラン・シマシュスラン・キンギンソウ・ミヤマウズラ
  - テガタチドリ属 Gymnadenia：テガタチドリ
  - ミズトンボ属 Habenaria：サギソウ・ダイサギソウ・ミズトンボ・リュウキュウサギソウ・イヨトンボ
  - ヒメクリソラン属 Hancockia：ヒメクリソラン
  - ムカゴソウ属 Herminium：ムカゴソウ
  - ヒメノヤガラ属 Hetaeria：ヒメノヤガラ
  - コハクラン属 Kitigorchis：コハクラン
  - ハクウンラン属 Kuhlhasseltia ：ハクウンラン
  - ムヨウラン属 Lecanorchis：ムヨウラン
  - クモキリソウ属 Liparis ：チケイラン・コゴメキノエラン・コクラン・ユウコクラン・ジガバチソウ・スズムシソウ・ギボウシラン・キノエササラン・クモキリソウ・ササバラン・シテンクモキリ
  - ボウラン属 Luisia ：ボウラン・ムニンボウラン
  - ヤチラン属 Malaxis ：ヤチラン
  - ニラバラン属 Microtis ：ニラバラン
  - アリドオシラン属 Myrmechis ：アリドオシラン
  - ノビネチドリ属 Neolindleya ：ノビネチドリ
  - サカネラン属 Neottia ：サカネラン・ヤクシマアカシュスラン・カゲロウラン・アオフタバラン・コフタバラン・ミヤマフタバラン・ヒメフタバラン
  - ミヤマモジズリ属 Neottianthe ：ミヤマモジズリ ・フジチドリ
  - ムカゴサイシン属 Nervilia ：ムカゴサイシン・ヤエヤマヒトツボクロ
  - フウラン属 Neofinetia ：フウラン
  - ヨウラクラン属 Oberonia ：ヨウラクラン・オオバヨウラクラン
  - イナバラン属 Odontochilus ：イナバラン・ヒメシラヒゲラン
  - コケイラン属 Oreorchis ：コケイラン
  - ガンゼキラン属 Phaius ：ガンゼキラン・カクチョウラン
  - ツレサギソウ属 Platanthera ：トンボソウ・イイヌマムカゴ・ツレサギソウ・ジンバイソウ・キソチドリ・オオキソチドリ・オオヤマサギソウ・コバノトンボソウ・ホソバノキソチドリ・ミズチドリ・タカネサギソウ・オオバノトンボソウ・ヤマサギソウ・タカネトンボ・ミヤケラン
  - トキソウ属 Pogonia ：トキソウ・ヤマトキソウ
  - ウチョウラン属 Ponerorchis ：ニョホウチドリ・ウチョウラン・ヒナチドリ
  - ジンヤクラン属 Renanthera ：ジンヤクラン
  - マツラン属 Saccolabium ：カシノキラン・モミラン・マツラン
  - ムカデラン属 Sarcanthus ：ムカデラン
  - Sarcochilus
  - ナゴラン属 Sedirea ：ナゴラン
  - コウトウシラン属 Spathoglottis ：コウトウシラン
  - ネジバナ属 Spiranthes ：ネジバナ・ナンゴクネジバナ
  - イリオモテムヨウラン属 Stereosandra ：イリオモテムヨウラン
  - コオロギラン属 Stigmatodactylus ：コオロギラン
  - クモラン属 Taeniophyllum ：クモラン
  - ヒメトケンラン属 Tainia ：ヒメトケンラン
  - カヤラン属 Thrixspermum ：カヤラン・ハガクレナガミラン・アマミカヤラン
  - ヒトツボクロ属 Tipularia ：ヒトツボクロ
  - ニュウメンラン属 Trichoglottis ：ニュウメンラン
  - ネッタイラン属 Tropidia ：アコウネッタイラン・ヤクシマネッタイラン
  - ショウキラン属 Yoania ：ショウキラン
  - ヒスイラン属 Vanda ：コウトウヒスイラン
  - キヌラン属 Zeuxine ：キヌラン・ムニンキヌラン・ヤンバルキヌラン

### 海外産で、よく栽培されている属
- 海外産で、よく栽培されている属
  - コチョウラン属 Phalaenopsis
  - カトレヤ属 Cattleya
  - パフィオペディルム属 Paphiopedilum
  - オンシジューム属 Oncidium
  - マスデバリア属 Masdevallia
  - アングレカム属 Angraecum
  - リカステ属 Lycaste
  - ジゴペタルム属 Zygopetalum
  - バルボフィラム属 Bulbophyllum
  - エピデンドルム属 Epidendrum
  - ミルトニア属 Miltonia
  - セロジネ属 Coelogyne
  - オドントグロッサム属 Odontoglossum

### ラン科以外の「ラン」がつく植物
ラン科以外の植物にも、その花や姿の美しさ等から名称に「らん」と付くものがある。下記にその例を記載する。
- イトラン・キミガヨラン・リュウゼツラン（リュウゼツラン科）
- クンシラン（ヒガンバナ科クンシラン属の鉢植え用草花。君子蘭）
- タケシマラン（ユリ科）
- ヤブラン・ノシラン・ハラン・オリヅルラン・スズラン・キキョウラン（キジカクシ科）
- ソクシンラン・ノギラン（キンコウカ科）
- クマタケラン（ショウガ科）
- タヌキラン（カヤツリグサ科）
- キジョラン・サクララン（キョウチクトウ科（旧分類ではガガイモ科））
- ウンラン（ゴマノハグサ科）
- シシンラン（イワタバコ科）
- ガンコウラン（ガンコウラン科）
- マツバラン・イヌナンカクラン・ナンカクラン・スギラン（ヒカゲノカズラ植物門）
- コブラン（ハナヤスリ科）
- シシラン（シシラン科）
- クリハラン・サジラン（ウラボシ科）
- スイラン（キク科）

## 保護上の位置づけ
ラン科の種のうち、下記の種はワシントン条約の附属書I類に、その他の全種は附属書II類に指定されている。
- Grammangis ellisii
- Dendrobium cruentum
- Laelia jongheana
- Laelia lobata
- Paphiopedilum spp.
- Peristeria elata - ハトラン

## ギャラリー

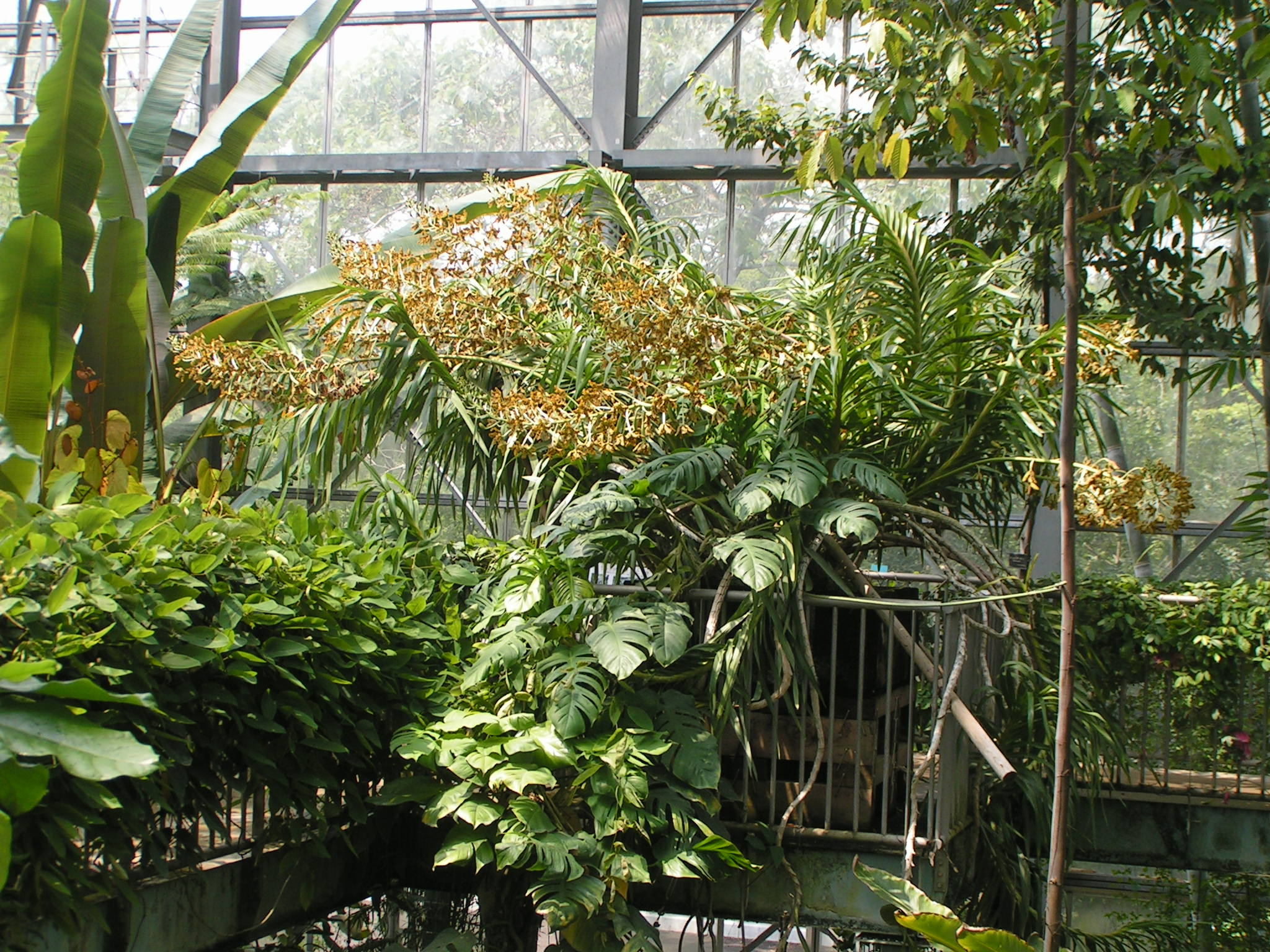
グラマトフィルム・スペキオスム。世界最大のラン
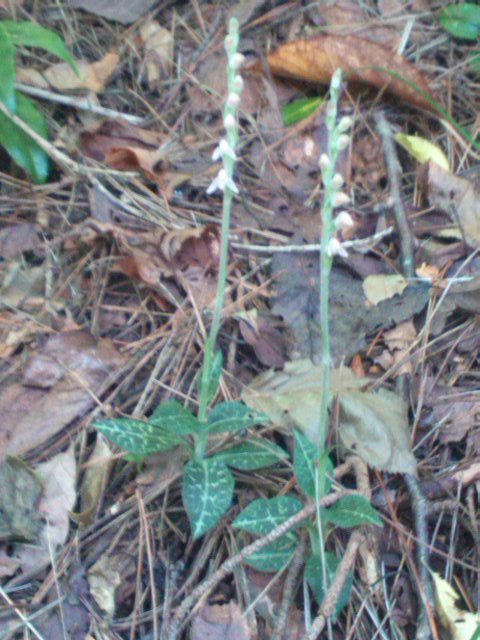
ミヤマウズラ